# Frank Frost
Frank Frost va ser un futbolista estatunidenc que va competir a principis del segle xx. El 1904 va prendre part en els Jocs Olímpics de Saint Louis, on guanyà la medalla de bronze en la competició de futbol com a membre del St. Rose Parish. Frost n'era el porter.